# Затока Успіху
Зато́ка У́спіху (англ. Sinus Successus) — затока завширшки близько 130 км на північно-східному краю місячного Моря Достатку. Об'єкт названий на честь вдалого польоту автоматичної станції «Луна-16» — першого радянського космічного апарата, що доставив на Землю зразок місячного ґрунту (поруч з цією затокою знаходиться місце посадки станції). Назва затверджена Міжнародним астрономічним союзом в 1979 році, через 9 років після польоту «Луна-16».

## Розташування та суміжні структури
Координати центру Затоки Успіху — 1°07′ пн. ш. 58°31′ сх. д. / 1.12° пн. ш. 58.52° сх. д.. З північною стороною цього об'єкту зливається 38-кілометровий кратер Веб Р, половина вала якого вкрита застиглою лавою з цієї затоки. Зі східного боку знаходиться сильно зруйнований 35-кілометровий кратер Кондон, відокремлений від затоки тільки невеликою грядою. На південно-східному боці затоки розташований 21-кілометровий кратер Веб, що добре зберігся.